# Аманьё VI д’Альбре
Аманьё VI (фр. Amanieu VI d’Albret; р. 1190/95, ум. не позднее сентября 1240) — сеньор Альбре.
Сын Аманьё V д’Альбре (ум. после 2 августа 1209) и его не известной по имени и происхождению жены.
Участвовал в крестовом походе против альбигойцев, в том числе во взятии Терма (1210) и осаде Марманда (1219).
Первая жена (1215) — Ассалида де Тарта, дочь Арно Раймона, виконта де Тарта, и его жены Навары де Дакс. От неё сын:
- Аманьё VII д’Альбре (ум. после апреля 1272).

Вторая жена — Изабелла де Бержерак, сестра Эли Руделя, сеньора Бержерака и Жансака. От неё сын:
- Берар д’Альбре (ум. до 5 июня 1270).